# Dušan Milo
Dušan Milo (* 5. März 1973 in Nitra, Tschechoslowakei) ist ein ehemaliger slowakischer Eishockeyspieler, der über viele Jahre beim HK Nitra in der slowakischen Extraliga und bei den Krefeld Pinguinen in der Deutschen Eishockey Liga aktiv war.

## Karriere
Der 1,76 m große Verteidiger begann beim slowakischen Erstligisten AC/HC Nitra, für den er zwischen 1993 und 1999 auf dem Eis stand, und verbrachte anschließend drei weitere Spielzeiten bei den Ligakonkurrenten HK 36 Skalica und HKm Zvolen.
Außerdem verteidigte der Linksschütze zwischen 2002 und 2004 bei MODO Hockey aus der schwedischen Elitserien und in der Schweiz beim HC Lausanne. 2004 kehrte Milo wieder in der slowakischen Extraliga zu seinem Heimatklub HK Dynamax Oil Nitra zurück, wo er es in der Saison 2005/06 in 54 Spielen auf fünf Tore und 27 Vorlagen brachte.
Zur Saison 2006/2007 nahmen die Krefeld Pinguine aus der Deutschen Eishockey Liga den Abwehrspieler unter Vertrag.
Zwischen 2013 und 2016 spielte er erneut für seinen Heimatklub, gewann 2016 seinen zweiten nationalen Meistertitel und beendete anschließend seine Karriere. Seither gehört er dem Trainerstab seines Heimatvereins an.

### International
Dušan Milo nahm neben einer Vielzahl von hochkarätigen NHL-Spielern mit der slowakischen Eishockeynationalmannschaft an den Olympischen Spielen 2002 in Salt Lake City sowie 2002, 2003 und 2006 an drei A-Weltmeisterschaften teil. Bei der A-WM in Schweden wurde er mit seinem Team Weltmeister, ein Jahr später holte er mit seinem Heimatland in Finnland die Bronzemedaille. 2006 stand er bei der A-WM in Riga ebenfalls im Kader der slowakischen Auswahl.

## Erfolge und Auszeichnungen
- 2001 Slowakischer Meister mit dem HKm Zvolen
- 2002 All-Star-Team der slowakischen Extraliga
- 2002 Goldmedaille bei der Weltmeisterschaft
- 2003 Bronzemedaille bei der Weltmeisterschaft
- 2006 All-Star-Team der slowakischen Extraliga
- 2016 Slowakischer Meister mit dem HK Nitra

## Karrierestatistik
(Legende zur Spielerstatistik: Sp oder GP = absolvierte Spiele; T oder G = erzielte Tore; V oder A = erzielte Assists; Pkt oder Pts = erzielte Scorerpunkte; SM oder PIM = erhaltene Strafminuten; +/− = Plus/Minus-Bilanz; PP = erzielte Überzahltore; SH = erzielte Unterzahltore; GW = erzielte Siegtore; 1 Play-downs/Relegation; Kursiv: Statistik nicht vollständig)